# Timergara
Timergara, Timargara, Timergarah ou Timargarha (en ourdou : تیمرگرہ) est une ville pakistanaise, et capitale du district du Bas-Dir, dans la province de Khyber Pakhtunkhwa. La ville se trouve sur la rive est de la rivière Panjkora et est située à 823 mètres d'altitude. 
Les djihadistes du Mouvement des talibans pakistanais sont aperçus à proximité la ville en 2009 alors qu'ils contrôlent de vastes zones alentour, avant d'en être chassés par l'armée pakistanaise lors de la Seconde bataille de Swat. Le leader islamiste Soofi Mohammed est d'ailleurs originaire de Timergara.
La ville est l'une des très rares du pays à avoir vu sa population baisser entre 1998 et 2017 selon les recensements officiels, passant de 44 335 habitants à 40 373. En effet, la décroissance annuelle moyenne s'affiche à 0,5 % sur cette période, contre une croissance annuelle moyenne nationale de 2,4 %. 
|            | 1972 (rec.) | 1998 (rec.) | 2017 (rec.) |
| ---------- | ----------- | ----------- | ----------- |
| Population |             | 44 335      | 40 373      |